# Lea Müllerová
Lea Müller (* 7. květen 1982, Häfelfingen) je švýcarská reprezentantka v orientačním běhu v současnosti žijící v Bernu. Jejím největším úspěchem je zlatá medaile ze štafet na Mistrovství světa v roce 2005 v Aichi. V současnosti běhá za švédský klub Södertalje-Nykvarn.